# Опалинский, Войцех Леон
Войцех Леон Опалинский (1708 — 24 ноября 1775, Опаленица) — государственный деятель Речи Посполитой, воевода мазовецкий (1765—1770) и серадзский (1770—1775).

## Биография
Представитель польского шляхетского рода Опалинских герба «Лодзя». Третий сын старосты болеславского Францишка Антония Опалинского (ум. 1713) и Анны Проской (ум. 1736). Братья — полковник королевский Станислав (1702—1743) и каноник познанский Адам (1703—1765).
Учился в Краковской академии. В 1733 году поддержал избрание Станислава Лещинского на польский королевский трон. Был консуляром и делегатом Велюнской земли в Дзиковской конфедерации 1734 года.
В правление Августа III Войцех Опалинский перешел на сторону группировки Чарторыйских. В 1764 году был избран послом (депутатом) от Черской земли на элекционный сейм, где поддержал кандидатуру Станислава Августа Понятовского на польский престол.
Получил должности воеводы мазовецкого (1765) и серадзского (1770). Кавалер Ордена Святого Станислава. Он был одним из сторонников Барской конфедерации в Великой Польше, но скрывал свою приверженность. После раскрытия его роли Войцех Опалинский попал в список «врагов Станислава Августа и России». Попытка его арестовать не удалась, и он бежал в Силезию.
В Великой Польше был владельцем ключа гродзиско-опаленицкого.
Скончался в Опаленице 24 ноября 1775 года, был похоронен в подвале городского монастыря бернардинцев, построенном его семьей.

## Семья
В 1743 году женился на Терезе Потоцкой (ум. 1765), дочери воеводы белзского Стефана Потоцкого (ум. 1726/1727) и Иоанны Сенявской (ум. 1733), вдове воеводы ленчицкого Ежи Антония Варшицкого (ум. ок. 1734). Брак был бездетным.
Благодаря браку с Терезой Потоцкой Войцех Опалинский приобрел большие земельные владения в Велюнской земле.